# Polytrichum falcifolium
Polytrichum falcifolium là một loài rêu trong họ Polytrichaceae. Loài này được Griff. mô tả khoa học đầu tiên năm 1842.